# Терапия творческим самовыражением
Терапия творческим самовыражением (ТТС) — метод клинической психотерапии, предложенный М. Е. Бурно для лечения широкого спектра пограничных психических расстройств (включая малопрогредиентную шизофрению), отличающихся тягостным переживанием больными своей неполноценности.
Метод предполагает изучение пациентами элементов психиатрии и характерологии на примерах известных творческих личностей и последующее применение этих знаний в разнообразном творческом самовыражении. Путём познания своего характера, расстройства, пациенты целенаправленно учатся помогать себе поиском созвучного своей природе в мире творчества. Подобного рода творческий поиск способствует пониманию себя, принятию болезни, вхождению в состояние вдохновения (согласно теориям развития творческой личности: «эстопсихологический» закон Э. Геннекена, эстетический принцип М. Равеля).
На занятиях творческим самовыражением используется классификация характеров М. Е. Бурно (замкнуто-углубленный, тревожно-сомневающийся, напряженно-авторитарный, синтонный, демонстративный, мозаичный) и специальные методики терапии творчеством.

## Общая характеристика метода
Метод принципиально отличается от традиционной терапии творчеством и арт-терапии - естественнонаучным клиническим подходом, который исходит из врождённой природы человека (его расстройства; характера), направлен на помощь исходя из заложенных в человеке свойств и опирается на них в своей работе.
Наряду с классическими (неклиническими) приёмами арт-терапии (сочинение рассказов, рисование, фотографирование, вышивание и др.) в нём используются такие необычные способы самовыражения, как «творческое общение с природой», знакомство с культурой (поиск в различных произведениях культуры близкого, созвучного пациенту), коллекционирование предметов, «погружение в прошлое» (через рассматривание фотографий родителей, предков, изучения истории своего народа или человечества в целом), ведение дневниковых записей с включением в них «творческого анализа», терапевтическая переписка с врачом, «творческие прогулки» по улицам или за город, и другие - все эти способы применяются через телесною основу пациента (темперамент, характер, личностная почва).
Первый этап ТТС. Самопознание. Изучение характеров людей. Перед началом основного этапа лечения, который продолжается, как правило, от двух до пяти лет, пациенты предварительно изучают (в течение 1—3 месяцев) особенности собственной личности, специфику своего заболевания и наиболее подходящие для них способы самовыражения, элементы клинической психиатрии и характерологии (в том числе характеры известных художников, учёных и др.). Основной этап включает индивидуальные беседы и переписку с врачом, самостоятельные занятия, а также собрания психотерапевтической группы (обычно 8—12 человек) с чтением и демонстрацией работ пациентов, которые мало отличаются от современной практики тематических арт-терапевтических групп; он может сочетаться с другими видами психотерапии и с медикаментозным лечением. Существуют также краткосрочные варианты — от недели до 4-х месяцев и методика краткосрочной терапии творческим рисунком.
Второй этап. Познание себя и других в специальных методиках творческого самовыражения. Продолжительность этапа 2-5 лет. Раскрывая свои творческие возможности и, в особенности, их применение в своей профессиональной сфере, через осознание общественной полезности своего труда и своей жизни в целом, пациенты утверждаются в себе и отыскивают выход из болезненного состояния.

### Классификация характеров в ТТС[5][7]
- Сангвинический (синтонный) характер (циклоид)
- Напряженно-авторитарный характер (эпилептоид)
- Тревожно-сомневающийся характер (психастеник)
- Застенчиво-раздражительный характер (астеник)
- Педантичный характер (ананкаст)
- Замкнуто-углубленный (аутистический) характер (шизоид)
- Демонстративный характер (истерик)
- Неустойчивый характер (ювенильный)

Смешанные (мозаичные) характеры:
- грубоватый (простонародный) характер (в патологии — органический психопат)[8]
- «эндокринный» характер (в патологии — «эндокринный» психопат)
- «полифонический» характер (в патологии - смешение радикалов характера на основе эндогенного заболевания)[9][10]

### Методики ТТС[2][3]
- терапия созданием творческих произведений;
- терапия творческим общением с природой;
- терапия творческим общением с литературой, искусством, наукой;
- терапия творческим коллекционированием;
- терапия проникновенно-творческим погружением в прошлое;
- терапия ведением дневников и записных книжек;
- терапия перепиской с психотерапевтом;
- терапия творческими путешествиями;
- терапия творческим поиском одухотворённости в повседневном.

Метод терапии творческим самовыражением (ТТС) Бурно применяется также при алкоголизме, семейных конфликтах, для лечения душевно здоровых соматических и неврологических пациентов с дефензивными особенностями характера, для помощи здоровым детям с дефензивными особенностями, а также для психопрофилактической работы со здоровыми детьми и взрослыми. Осуществляются попытки его применения для помощи психиатрическим пациентам, в онкологии, дерматологии, офтальмологии, общей врачебной практике.

## История
Метод исходит из теоретических положений Ганнушкина (1933) о «жизненной компенсации психопатов и мягких шизофреников и эпилептиков» и созвучной ему психотерапевтической концепции Кречмера о «созидании личности по её конституциональным основным законам и активностям», а также традиционной российской клинической психотерапии А. И. Яроцкого (арететерапия) и С. И. Консторума (биопсихотерапия).
Первоначально метод разрабатывался как вариант эмоционально-стрессовой психотерапии В. Е. Рожнова. Первое издание монографии «Терапия творческим самовыражением» вышло в 1989 году.
В 2000 году на базе кафедры психотерапии РМАПО в структуре Общероссийской Профессиональной психотерапевтической лиги (ОППЛ) был создан Центр терапии творческим самовыражением с региональными отделениями в России и за рубежом.

## Применение
На групповых и индивидуальных занятиях пациенты обучаются разнообразно творчески выражать себя в соответствии с их клиническими особенностями, изучают характеры людей, специфику типичных для них заболеваний и, таким образом, соединяя самопознание с творческим самовыражением, учатся лучшей адаптации в жизни.

### Медицина
Например, на занятиях для пациентов с шубообразной шизофренией с изучением творчества знаменитых шубообразных больных (художников, писателей, композиторов, учёных прошлого), их глубокого творчества, питавшегося перенесённой острой психотикой (Ньютон, Врубель, Кафка, Мусоргский), развивается понимание, что творчество может смягчать страдание и можно лечению творчеством учиться у знаменитых творцов.
В процессе занятий происходит переключение на поиск удивительного в обычном, впечатления записываются в творческий дневник, делаются свои неповторимые созвучные фотографии, появляется «своё целительное творческое вдохновение», свой смысл, своя «посильная жизненная цель», «всё то, с чем легче жить сквозь своё прежнее застывше-депрессивное страдание». Благодаря познанию своего состояния, пациенты учатся не пугаться своих расстройств, не теряться перед ними как прежде. Для самоутверждения пациента очень важно, понять-почувствовать родственное звучание полифонии разнообразных радикалов в творчестве великих художников. «Это мой депрессивный полифонический брат», — говорят пациенты, например, о Чюрлёнисе. Понятие «полифонический характер» ввела психолог Е. А. Добролюбова для обозначения характера эндогенно-процессуальных пациентов.

Занятия с шизотипическими пациентам, «мучающихся сложными нравственными переживаниями», включают в себя разъяснения о полифонических особенностях и ценностях, для вхождения в «целебный для них творческий стиль жизни». Например, рассказывается, что творчество людей с синтонным (сангвиническим), тревожно-сомневающимся, напряженно-авторитарным характером (и других реалистов) — материалистично, а творчество замкнуто-углубленных характеров — идеалистично; полифоническая же реальность — «третья, она — не Материя и не Дух, и не их комбинация, это самостоятельная категория (творчество Сэлинджера, К. Васильева, Сезанна, Ж. Руссо, А. Грина, Шумана)». Это «многозначное, многоплановое переживание („эмблема“), ведомое мыслью, которая усилена тоскливостью, субдепрессией; его нельзя прочесть до конца, она побуждает зрителей к сотворчеству (например, „Меланхолия“ Дюрера)».

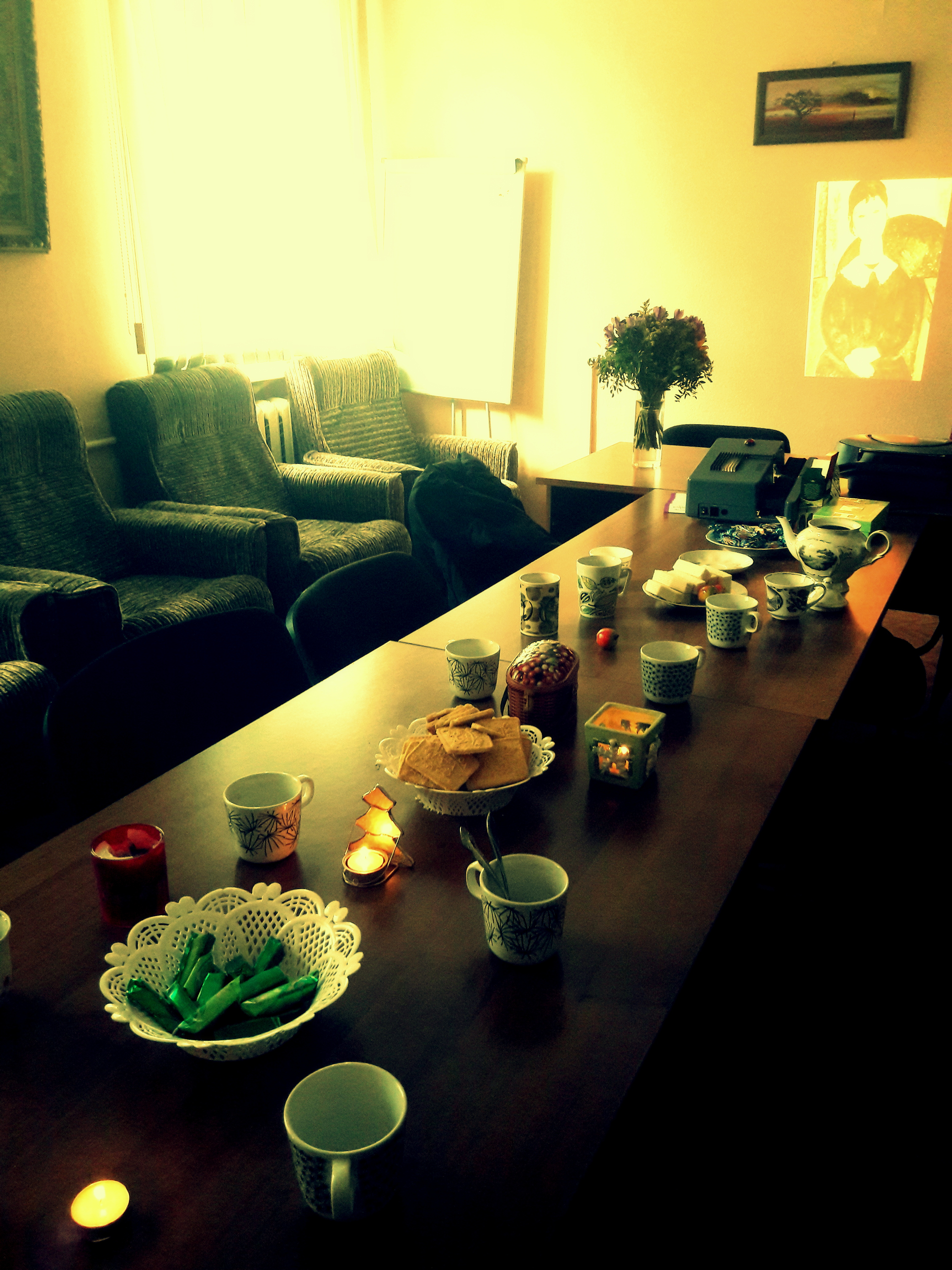
Психотерапевтическая гостиная для занятий ТТС

В работе с дерматологическими пациентами помогают исходя из клинических особенностей личности: больные атопическим дерматитом с истерической акцентуацией личности предпочитают эстетические и безболезненные методы лечения, избегают мазевой терапии, иглорефлексотерапии, на капельницы соглашаются, поскольку рядом с ними они выглядят тяжёлыми больными, это производит впечатление на окружающих. Лечащим врачам надлежит избрать наиболее болезненные методы лечения, для того чтобы устранить «условную приятность» болезни. Если же этого не сделать, то, постепенно входя в роль «тяжёлого больного», пациенты становятся таковыми, вплоть до эритродермии и настоящей, не театральной, инвалидности. Занятия ТТС здесь рекомендуют особенно больным с депрессивной симптоматикой и шизоидной акцентуацией личности.
На занятиях с глаукомными пациентами преподаётся клиника депрессии и других сопутствующих ей психопатологических расстройств (особенно тревожных, обсессивных, ипохондрических). Изучаются личностные и творческие особенности известных людей, потерявших зрение, людей с депрессивными переживаниями, с тяжёлыми жизненными испытаниями: Т. Шевченко, И. Левитана, Н. Пиросманишвили, Лина По (слепой скульптор) и др..
Также проводятся занятия с шизоидными, психастеническими, шизотипическими, ипохондрическими, деперсонализационными пациентами (Е. А. Добролюбова, Н. Л. Зуйкова, С. В. Некрасова, А. С. Иговская, Л. В. Махновская, Т. Е. Гоголевич, Л. А. Тарасенко).

### Психология, педагогика
Метод используется в работе с детьми (в том числе с детьми-инвалидами, детьми из детских домов), подростками (в том числе с подростками с психическими нарушениями), в обучающих программах для педагогов, психологов, в преподавании характерологии в школе. Есть опыт применения метода при сколиозе у детей. Проводятся психологические занятия и в геронтологической практике; в профилактике эмоционального выгорания.
Например, занятия с детьми-инвалидами направлены на оживление духовной индивидуальности в человеке, способствование творческому самовыражению. Под творчеством понимается выполнение любого общественно-полезного дела в соответствии со своими неповторимыми духовными особенностями. Участие пациента в разных видах творчества осуществляется при обязательной курации врача-психотерапевта, с учётом клинической симптоматики, личностных особенностей, потребностей, интересов. Используется методика ТТС «терапия исполнительским творчеством», где дети-инвалиды играют в кукольном театре психотерапевтическую пьесу-сказку.
В рамках метода при кафедре психотерапии РМАНПО создан Клинический психотерапевтический театр-сообщество для пациентов с трудностями общения, идея получила также развитие в регионах.
На занятиях о психотерапии горя по рассказам А. П. Чехова «Враги» и В. В. Набокова «Рождество», рассматривается переживание утраты у людей разного душевного склада (характера) — тревожно-сомневающегося и замкнуто-углубленного. Оба героя потеряли сыновей. У Чехова природная защита от боли представлена как деперсонализационно-дереализационное состояние, душевное онемение, заторможенность. Предлагаются рекомендации как психотерапевтически помочь человеку в таком состоянии и надо ли. Герой Набокова в состоянии горевания потерял связь с духовной действительностью, здесь лечебная помощь направлена на поиск Гармонии, Красоты, Истины (целительная сила аутистической Красоты), символ новой жизни спасает от самоубийства.

### Философия, культурология, филология
Метод привлекает специалистов благодаря гуманитарно-культурологической составляющей, опорой на духовную культуру, интеграции в социально-экономическую сферу; осуществлялись попытки межкультурной интеграции метода в другие страны